# Ариан-3
Ариан-3 (фр. Ariane 3) — европейская ракета-носитель среднего класса, разработанная и сконструированная во Франции для Европейского космического агентства (ЕКА).

## История пусков
| 1 | 4 августа 1984 года | V-10 | Telecom 1A |  |  |  | Куру ELA-1 | Успех |
| 1 | 4 августа 1984 года | V-10 | ECS-2      |  |  |  | Куру ELA-1 | Успех |
| 2 | 10 ноября 1984 года | V-11 | Spacenet 2 |  |  |  | Куру ELA-1 | Успех |
| 2 | 10 ноября 1984 года | V-11 | MARECS-2   |  |  |  | Куру ELA-1 | Успех |

## Статьи
- В. Колюбакин. Ariane - европейская ракета // Теле-Спутник. — 2012. — Вып. июнь, № 6 (20). — С. 31-34. Архивировано 27 декабря 2016 года.
- В. Колюбакин. Ariane - европейский носитель // Теле-Спутник. — 2000. — Вып. март, № 3 (53). — С. 32-35. Архивировано 27 декабря 2016 года.